# 파계 (1974년 영화)
"파계"는 1974년에 개봉한 대한민국의 영화이다.

## 캐스팅
- 최불암
- 박병호
- 조재성
- 임예진
- 이화시
- 신구
- 정한헌
- 임영규
- 이경훈
- 김병학